# 唐伞小僧

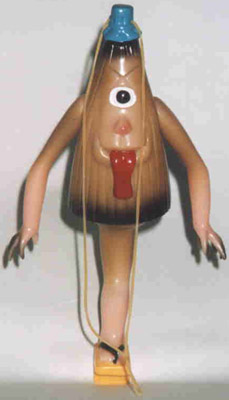
一个伞怪玩具

唐伞小僧（日语：からかさ小僧），是日本神话传说中的一种妖怪，属于付丧神的一种。传说中，它是油纸伞放置100年后变化而成的，特点是单眼、吐舌、单脚，且通常穿着下馱。